# 宮口站
宮口站（日语：／ Miyaguchi eki */?）是位於靜岡縣濱松市濱名區宮口119番2號，天龍濱名湖鐵道的天龍濱名湖線車站。
此站設有來自掛川、天龍二俁方向的折返班次，沒有來自新所原方向的折返班次。

## 歷史
在此站啟用前的1924年至1937年之間，於此站南邊曾經設有輕便鐵路西遠軌道宮口站，在二俁線開通前全線廢止。
- 1940年（昭和15年）6月1日 - 國鐵二俁線遠江森站至金指站之間開通，此站啟用。
- 1962年（昭和37年）6月15日 - 終止貨物起卸業務。
- 1987年（昭和62年）3月15日 - 二俁線由天龍濱名湖鐵道接管，成為天龍濱名湖鐵道車站。
- 2011年（平成23年）1月26日 - 「車站大樓與上行月台」和「候車所和下行月台」被登錄成為國家登錄有形文化財[1]。

## 車站構造
車站是一座地面車站，設有2面2線的相對式月台。此站設有車站大樓。
此站是無人車站。
「車站大樓與上行月台」和「候車所和下行月台」被登錄成為國家登錄有形文化財。
站內設有餐廳「濱松８８」。

### 月台
| 月台 | 路線    | 上下行 | 方向                       | 備註                                |
| ---- | ------- | ------ | -------------------------- | ----------------------------------- |
| 1    | ■天濱線 | 下行   | 金指、三日、新所原方向     |                                     |
| 2    | ■天濱線 | 上行   | 天龍二俁、遠州森、掛川方向 | 首班前往天龍二俁的班次在1號月台出發 |

## 使用狀況
以下為近年1日平均乘車人次
| 乘車人次變化 | 乘車人次變化      |
| 年度         | 一日平均 乘車人次 |
| ------------ | ----------------- |
| 2008         | 88                |
| 2009         | 90                |
| 2010         | 99                |
| 2011         | 97                |
| 2012         | 104               |
| 2013         | 101               |
| 2014         | 120               |
| 2015         | 93                |
| 2016         | 125               |
| 2017         | 119               |
| 2018         | 120               |

## 車站周邊
車站位於宮口市區東邊，較少住宅。
- 麁玉之湯（日语：あらたまの湯） - 車站向北步行30分鐘。
- 庚申寺（日语：庚申寺）
- 國道362號（日语：国道362号）
- 濱北宮口郵局
- 濱松市立麁玉小學（日语：浜松市立麁玉小学校）
- 濱松市立麁玉中學
- 濱北社區巴士（日语：浜北コミュニティバス） 宮口站巴士站（在星期二和五運行）

## 相鄰車站
天龍濱名湖鐵道
天龍濱名湖線
岩水寺－宮口－水果公園

## 注腳
1. 1 2  【文化財を登録有形文化財に登録する件】 （平成23年文部科學省告示第2號） 《官報》 平成23年（2011年）1月26日付 號外、第16号 pp. 46-51
2. ↑  会社概要 （页面存档备份，存于）（日語） - 餐廳88（2013年10月21日參閲）
3. ↑  濱松市統計書

## 外部連結
- 宮口站 （页面存档备份，存于）（日語） - 天龍濱名湖鐵道株式會社